# Chiron volvulus
Chiron volvulus är en skalbaggsart som beskrevs av Johann Christoph Friedrich Klug 1855. Chiron volvulus ingår i släktet Chiron och familjen bladhorningar. Inga underarter finns listade i Catalogue of Life.